# Office Depot

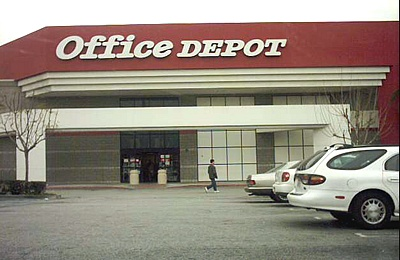
Een typische Office Depot winkel in de Verenigde Staten.

Office Depot is een bedrijf uit de Verenigde Staten dat zich in Nederland met name richt op de verkoop van kantoorartikelen en -diensten aan bedrijven en consumenten. De activiteiten zijn verdeeld over drie divisies, North American Retail, North American Business Solutions en Internationaal. De internationale activiteiten zijn relatief bescheiden met een aandeel van minder dan 20% in de totale omzet. Office Depot beschikte per jaareinde 2015 over 1830 vestigingen, waarvan 1560 in Noord-Amerika. Er werken ongeveer 50.000 mensen voor het bedrijf.

## Geschiedenis
Office Depot werd in 1986 opgericht en de eerste winkel werd in dat jaar geopend in Fort Lauderdale. 
Op 20 februari 2013 werd de fusie aangekondigd van Office Depot en OfficeMax. De fusie werd op 5 november 2013 goedgekeurd. Het gecombineerde bedrijf is actief in 59 landen, waaronder Nederland. Wereldwijd waren er toen ruim 2.200 winkels. De producten worden ook online aangeboden door middel van hun websites.
Begin 2015 kondigde Staples Inc. een overnamebod van $6,3 miljard aan op Office Depot, waarmee een concern zou ontstaan met vierduizend winkels. Toezichthouders blokkeerden echter de transactie waartegen de twee bedrijven in beroep gingen. De rechter kwam tot eenzelfde oordeel als de toezichthouders. Office Depot ontving van Staples $250 miljoen omdat de overname niet doorging.

## Viking
Het bedrijf "Viking Office Products", dat in 1960 is opgericht in de Verenigde Staten, werd in 1998 onderdeel van Office Depot. Het is de grootste retailer in kantoorartikelen ter wereld. De grootste concurrenten van Office Depot en Viking in Nederland zijn Lyreco en Staples. Viking is actief in veertien Europese landen.

### Nederland
In 1995 startte Viking haar activiteiten in Nederland. In 2000 volgde uit de overname door Office Depot ook een Nederlandse vestiging onder de naam Office Depot Business Services. In 2006 is naar Amerikaans voorbeeld een start gemaakt met TechDepot, een online winkel waar voornamelijk IT-producten worden verkocht.
De Nederlandse vestiging is tegenwoordig een onderdeel van Office Depot International.  Hier vallen de activiteiten Office Depot, TechDepot en Viking Direct onder. Het Europese hoofdkantoor van Office Depot is gevestigd in Venlo. Dit is tevens het hoofdkantoor voor de Benelux en Duitsland, Oostenrijk en Zwitserland.